# Mahamadou Danda
Mahamadou Danda (Tahoua, 25 luglio 1951) è un politico nigerino.
È stato Primo ministro del Niger dal febbraio 2010 all'aprile 2011.